# Hespererato columbella
Hespererato columbella är en snäckart som först beskrevs av Menke 1847.  Hespererato columbella ingår i släktet Hespererato och familjen Triviidae. Inga underarter finns listade i Catalogue of Life.